# Christian Dietrich von Schlieben
Christian Dietrich von Schlieben († 1680) war Besitzer von Vetschau und umliegender Dörfer in der Niederlausitz.

## Leben
Er war der älteste Sohn von Eustachius II. von Schlieben auf Vetschau und Hypolita, geborene von Stradow. Christian Dietrich von Schlieben war Cornett (Fähnrich) in der sächsischen Armee. 1641 übernahm er nach dem Tod des Vaters die Güter Vetschau, Seese, Buckow, wahrscheinlich auch Suschow und Weißag, sowie die damit verbundenen Schulden. Durch hohe Abgaben, die er, wie auch andere, an die einquartierten schwedischen Truppen im Dreißigjährigen Krieg zu zahlen hatte, bekam er große finanzielle Schwierigkeiten. Später übernahm Christian Dietrich auch die Güter Stradow und Göritz für seinen Cousin Erdmann von Schlieben, weswegen er sich ebenfalls mit Klagen auseinandersetzen musste.

## Ehe und Familie
Christian Dietrich von Schlieben war mit Anna Maria von Löben († 1677) verheiratet. Kinder waren
- Christian Dietrich (II.) von Schlieben († 1721), Besitzer von Vetschau, und weiterer Dörfer, der 1688 Vetschau an Herzog Christian I. von Merseburg verkaufte und es 1715 von Otto Wilhelm von Tümpling wieder erwarb.
- Erdmuthe Tugendreich, verheiratet mit Friedrich von Loeben auf Brodtkowitz